# 西5丁目跨線橋
西5丁目跨線橋（にし5ちょうめ こせんきょう）は、かつて北海道札幌市に存在した跨線橋。札幌駅西側に隣接する北6条西5丁目において、東西に走る函館本線と南北に伸びる西5丁目樽川通が交差する地点に設けられていた。
札幌最古の立体交差であり、また平坦な地形の一帯にある唯一の坂として、市民からは「おかばし」の呼び名で親しまれた。橋の上からは札幌駅の様子が一望できたほか、西の山々を眺めることもできた。子供たちは橋の上から自転車で坂を下り、どこまで漕がずに進めるかを試して遊んだという。そのほか太平洋戦争前には、北海道大学と小樽高等商業学校（小樽商科大学の前身）の応援団が演舞を披露し合う「対面式」の場ともなっていた。

## 歴史

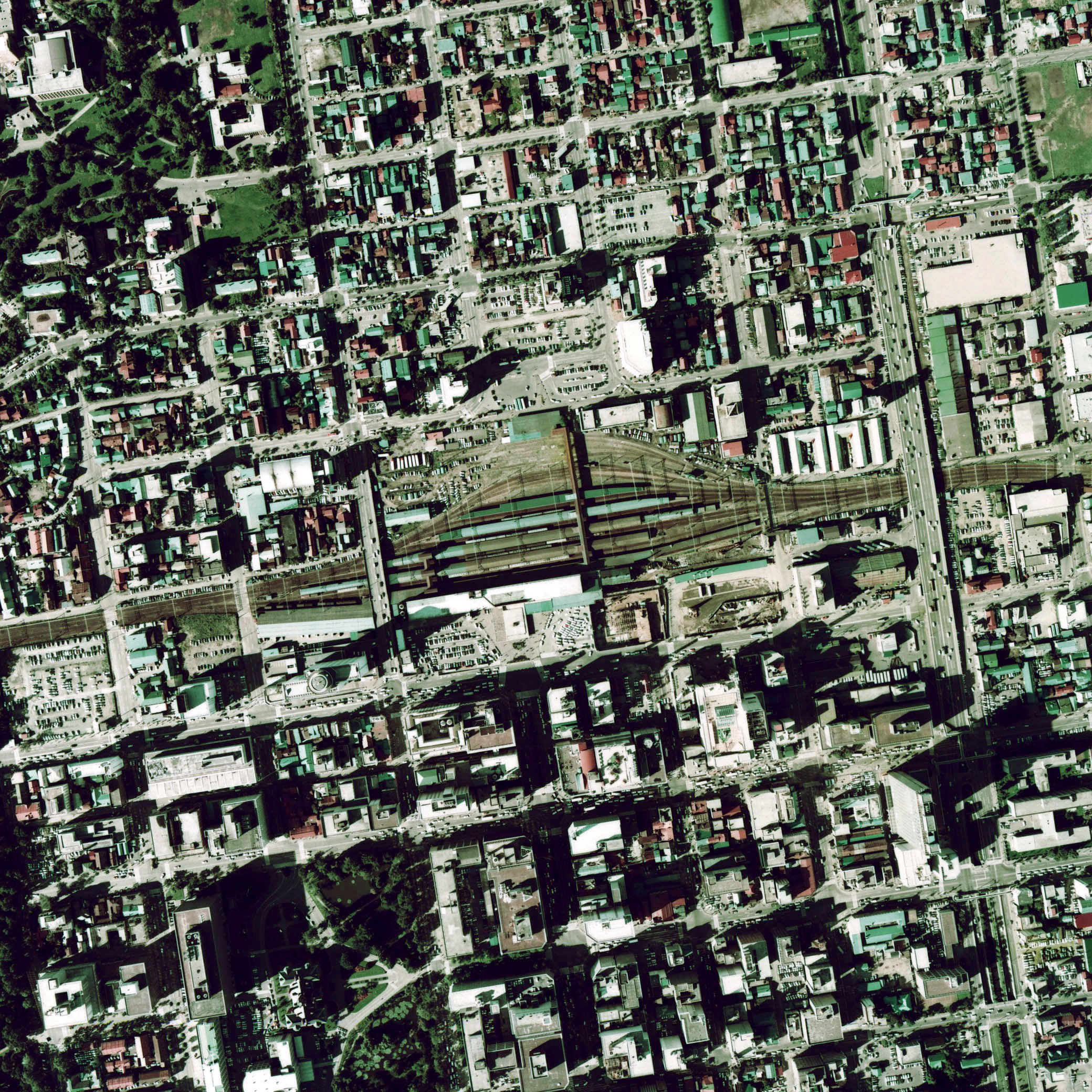
1976年地上駅時代の札幌駅と周囲約1km範囲。左が小樽方面。

1880年（明治13年）、小樽・札幌間に鉄道が敷設されたころは列車の通過本数も少なく、また鉄道以北の札幌は荒涼としていたため、線路を横断しようとする者自体が多くなかった。
しかし、その後の札幌の発展とともに急速に進行した「鉄北地区」の市街化によって交通量が増加する一方で、列車の運行本数もまた多くなってきたため、鉄道をはさんだ南北の交通の分断が問題視されるようになった。特に西5丁目は札幌駅近くであるため、単なる列車の通過以外に機関車や客貨車の入れ替え操作によっても踏切が遮断されるので、この問題が顕著であった。そこで近隣住民は鉄道の高架化ないし跨線橋の設置を要望するようになったが、どちらも実現には巨額の費用を必要とするため、当座の措置として西5丁目通の東側に歩道橋が設けられた。
1927年（昭和2年）12月28日、札幌市電鉄北線が開通した。ところが同路線の基点である「北6条西5丁目停留所」と、その南にある北5条線の「西5丁目停留所」は、函館本線によって分断されて直接接続ができなかったため、鉄北線の利用者はいったん下車して歩道橋を越えてから反対側の停留所で乗りなおすという不便を強いられた。住民による鉄道の高架化ないし跨線橋の設置要望が再燃し、札幌市は鉄道省との協議の末、両者による共同負担で跨線橋を設置することを決定した。工事の一部には失業救済事業として日本国費も投入され、昭和に入ってからの不況にあえいでいた市民にとっての救いになったという。
跨線橋は1932年（昭和7年）12月9日に竣工し、翌10日には華々しく渡橋式が催された。橋の上には市電の線路も敷設されたので、長年にわたる交通の南北分断問題は解消した。「札幌の親知らず子知らず」とまで呼ばれた難所がなくなり、鉄北地区の住民は「やっと一人前の市民になった」と喜んだという。
1967年（昭和42年）、函館本線の電化に伴って約1メートルのかさ上げ工事を実施。併せて橋上から線路を撤去し、東側に電車専用橋を新設することで、自動車交通量の増加に対応した。なお軌道撤去後も跨線橋の架線柱は残り、街路灯に転用されている。
1972年（昭和47年）、札幌市営地下鉄南北線の開設により、電車専用橋が撤去される。
1988年（昭和63年）、函館本線の高架化によって役目を終えた跨線橋は解体され、周辺の地盤も平坦に戻された。